# Ферма № 2 (Дагестан)
Ферма № 2 — упразднённое село в Ногайском районе Дагестана. Входило в состав Червленно-Бурунского сельсовета. После 2002 года значиться улицей села Червлённые Буруны.

## География
Располагается в 7,5 км (по-прямой) к юго-востоку от села Червлённые Буруны.

## История
Село возникло как производственная ферма овцеводческого совхоза «Червлённые Буруны». До 2002 года числилось в составе Червленно-Бурунского сельсовета, после как улица села Червленные Буруны.

## Население
| 1970 | 1989 | 2002 |
| ---- | ---- | ---- |
| 328  | ↘289 | ↘179 |

Национальный состав
По данным Всероссийской переписи населения 2002 года:
| Народ   | Численность, чел. | Доля от всего населения, % |
| ------- | ----------------- | -------------------------- |
| ногайцы | 145               | 81 %                       |
| чеченцы | 27                | 15,1 %                     |
| другие  | 7                 | 3,9 %                      |
| всего   | 179               | 100 %                      |

## Образование
МКОУ «МНОШ Фермы № 2»